# Congreso del Estado de Nuevo León

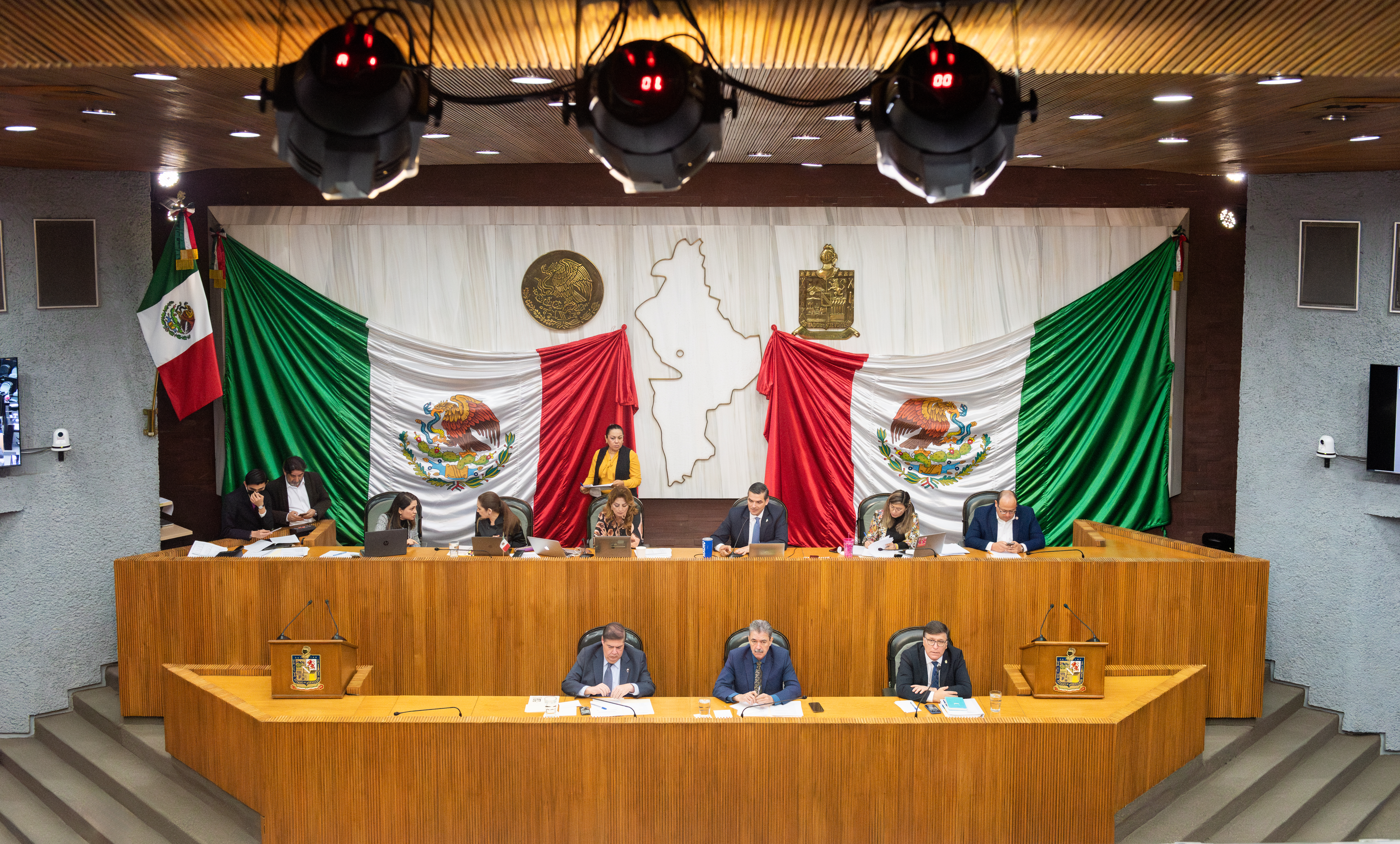
Interior del recinto legislativo

El Congreso del Estado Libre y Soberano de Nuevo León es el órgano depositario del poder legislativo del estado mexicano de Nuevo León. El Congreso se renueva cada tres años, iniciando su mandato el primer día de septiembre del año de la elección.
Cada Legislatura está compuesta por veintiséis diputados electos por el principio de mayoría relativa, votados en distritos electorales uninominales, y hasta dieciséis diputados electos por el principio de representación proporcional, designados de acuerdo a las bases y formas que establece la Ley.
La actual Legislatura del Congreso de Nuevo León, cuyo periodo de sesiones corre del 2021 al 2024, es conocida como la LXXVI Legislatura.

## Historia

### Primer Congreso Constituyente de Nuevo León
El Primer Congreso Constituyente y Constitucional fue establecido en Nuevo León el 1 de agosto de 1824, y fue recibido con entusiasmo por la población y el gobierno federal. Guadalupe Victoria, el primer presidente de los Estados Unidos Mexicanos, también felicitó el suceso. 
El objetivo principal del Congreso era redactar una Constitución para el Estado de Nuevo León, pero también dictaron decretos urgentes. La primera Constitución del Estado fue promulgada el 5 de marzo de 1825. 
La Constitución estableció el territorio de Nuevo León, proclamó a Nuevo León como un estado libre, soberano e independiente, adoptó un gobierno republicano representativo, popular y federal, distribuyó el poder del estado en legislativo, ejecutivo y judicial, abolía la esclavitud y establecía la religión católica como oficial del estado.

### Desarrollo político de Nuevo León en elsigloXIX
En 1834, un Congreso Federal conservador se reunió para discutir una posible reforma a la Constitución de 1824. Sin embargo, los enfrentamientos entre centralistas y federalistas aumentaron, lo que llevó al Gobernador Constitucional Sustituto y a la Quinta Legislatura Constitucional a suspender sus funciones hasta que el país volviera a su estado Constitucional. 
El Sexto Congreso Constitucional se reunió en septiembre de ese año, pero los enfrentamientos políticos continuaron. En marzo de 1835, el Congreso Federal adoptó las Siete Leyes, una Constitución centralista, lo que llevó a la eliminación de las Legislaturas de los Congresos estatales y su reemplazo por las Juntas Departamentales. 
Durante la invasión norteamericana, el Congreso dejó de sesionar, pero la Legislatura gobernante se instaló en Linares en enero de 1848. El Congreso y el Gobernador finalmente se instalaron en Monterrey en mayo de ese año. 
La segunda Constitución de Nuevo León fue aprobada en octubre de 1849, y el estado se convirtió en una parte independiente de la República Mexicana, sujeto a las leyes generales de la nación. Sin embargo, los conflictos entre liberales y conservadores continuaron en 1853, con la noticia de la sublevación en Guadalajara a favor de un Gobierno Centralista.

### Irrupción en la cámara
El 29 de noviembre de 2023 un grupo de personas irrumpió en el recinto del congreso. Posteriormente arribaron a las instalaciones agentes de la Fiscalía General de Justicia del Estado de Nuevo León. El suceso ocurrió en medio de una discusión sobre el nombramiento de un gobernador interino.

## Legislaturas
| Legislatura | Periodo   |
| ----------- | --------- |
| LXVI        | 1991-1994 |
| LXVII       | 1994-1997 |
| LXVIII      | 1997-2000 |
| LXIX        | 2000-2003 |
| LXX         | 2003-2006 |
| LXXI        | 2006-2009 |
| LXXII       | 2009-2012 |
| LXXIII      | 2012-2015 |
| LXXIV       | 2015-2018 |
| LXXV        | 2018-2021 |
| LXXVI       | 2021-2024 |
| LXXVII      | 2024-2027 |